# コールド・ブラッド/殺しの紋章
『コールド・ブラッド/殺しの紋章』（ころしのもんしょう、Men of Respect）は、ウィリアム・シェイクスピア作の舞台劇『マクベス』を現代風に脚色した1990年のアメリカ合衆国の犯罪ドラマ映画。ボスを殺して頂点に登りつめる、主人公のマフィアの暗殺者であるマイク・バタグリアをジョン・タートゥーロが演じる。他にピーター・ボイル、ロッド・スタイガー、スタンリー・トゥッチ、デニス・ファリーナも出演している。

## ストーリー
マフィアのコルダノの部下だったマイク・バタリアは、コルダノがギリシャ人と同盟を結ぶことに激昂し、単身で彼らが飲んでいるバーに乗り込み、その場にいた幹部らを全員射殺する。そのころコルダノと対立していたチャーリー・ダミコ率いるダミコ家は、コルダノらが勢力を強めたせいで壊滅の危機に陥っていた。そこに部下のサルが戻ってきて、コルダノとギリシャ人をマイクが始末したことを伝えられると、組織の危機を救ってくれたと、チャーリーはマイクをダミコ家に迎えることを決める。
コルダノ家に命を狙われることを恐れたマイクは友人のバンキー・コモとともに、味方かわからないダミコ家の男たちから逃げ、目に入ったある家に隠れる。そこに住む男から、彼の妻のルチアは占い師で、占いは絶対当たると聞かされたため、マイクは試しに占ってもらうことにする。そしてルチアから、マイクが将来組織の大物になると予言され、そのためには思ったように行動することだと伝えられる。その後バンキーと飲食店に入ったマイクは、コルダノ殺害をともに計画した、妻のルーシーに連絡する。席に戻ると、バンキーの代わりにダミコ家の幹部であるカルメロ・ロッシがおり、彼に連れられボスのチャーリーの元を訪れる。マイクは彼らと血の契りを交わし、ダミコ家の一員になった。ロッシに送られ、自分とルーシーが営む店舗兼自宅の小さなレストランに帰ったマイクは、彼女に占い師に占ってもらったことを伝え、ボスにはなれそうもないがシマをもらっただけ満足だと話す。だが野心に燃えるルーシーは、ボスを目指すべきだと彼に忠告する。チャーリーに感謝の念を抱いているマイクは彼女に反論するが、さらに食い下がってくるルーシーに対して、いつかはボスになってやると言い放つ。そんな彼を弱虫扱いするルーシーだが、直後チャーリーが夕食を自分たちのレストランでとったあと、2階に泊まることを知らされ、マイクにこの機会を逃すなと言い聞かせる。チャーリーをレストランに迎えたマイクは、そこで行われた会合でロッシの引退が言い渡されるのを聞く。そしてチャーリーに褒め称えられたマイクは、ルーシーがそのことも裏があると言って、チャーリーを殺せと命令してくることに嫌気が差して口論になるが、最後には言いくるめられ計画を実行する。ルーシーが護衛を眠らせ、マイクは苦悩しながらもチャーリーを殺害する。その後、罪をロッシと護衛たちに被らせ、翌朝訪ねてきたマフィアの大物であるマット・ダフィらの前で、起きてきた護衛の2人を射殺する。

## キャスト
| 役名                 | 俳優                     | 日本語吹替 |
| -------------------- | ------------------------ | ---------- |
| マイク・バタグリア   | ジョン・タートゥーロ     | 江原正士   |
| ルーシー・バタグリア | キャサリン・ボロウィッツ | 一柳みる   |
| バンキー・コモ       | デニス・ファリーナ       | 秋元羊介   |
| マット・ダフィ       | ピーター・ボイル         | 吉水慶     |
| ルチア               | リリア・スカラ           | 島美弥子   |
| スターリング         | スティーヴン・ライト     | 伊藤和晃   |
| チャーリー・ダミコ   | ロッド・スタイガー       | 村松康雄   |
| マル                 | スタンリー・トゥッチ     | 仲野裕     |
| ドン                 | カール・カポトート       |            |
| サル                 | マイケル・バダルコ       | 田中正彦   |
| カルメロ・ロッシ     | ロバート・モディカ       | 幹本雄之   |
| フィリー・コモ       | デヴィッド・ソーントン   | 筒井巧     |
| パドリーノ・リッチ   | ジョセフ・ラグノ         | 石森達幸   |
| フィリックス         | スティーヴン・ランダッゾ | 中田和宏   |
| ラルフィー           | ジョー・ペパロン         | 辻つとむ   |
| アイリーン           | ジュリー・ガーフィールド | 磯辺万沙子 |
| レオネッティ         | ジョセフ・カーベリー     | 伊藤和晃   |
| ジャムジー           | マイケル・セルジオ       | 岡和男     |
| ビンゴ               | ニコラス・タートゥーロ   | 高木渉     |

## スタッフ
- 監督・脚本：ウィリアム・レイリー
- 原作：ウィリアム・シェイクスピア 『マクベス』
- 製作：エフライム・ホロウィッツ
- 製作総指揮：アーサー・ゴールドブラット、エリック・キテイン
- 撮影監督：ボビー・ブコウスキー
- プロダクションデザイナー：ウィリアム・バークレイ
- 編集：エリザベス・クリング
- 衣裳デザイン：スーザン・ライオール
- 音楽：マイシャ・シーガル（英語版）
- 吹替翻訳：白井春香
- 吹替演出：松川陸
- 吹替プロデュース：吉岡美惠子
- 吹替製作：コスモプロモーション